# Paris Musketeers
Paris Musketeers (dříve Paris Saints) je francouzský tým amerického fotbalu z Paříže, který hraje v European League of fotball (ELF) v západní skupině.

## Historie
Dlouho očekávaný vstup pařížského klubu do European League of Football pařížský klub oznámil 23. září 2022 prostřednictvím tiskového prohlášení spolu s klubem Prague Lions. Název, logo a barvy klubu byly odhaleny 23. ledna 2023. Mezitím byl klub známý jako tým z Paříže. Nejdříve měl být název Paris Saints, ten však o něco později změnili na Paris Musketeers. Tým je vlastněn a provozován kapitálovou skupinou s názvem Les Mousquetaires de Paris a sídlí v obci Rosny-sous-Bois východně od Paříže. Generálním manažerem je bývalý hráč NFL Marc-Angelo Soumah.

## Stadion
Tým si vyzkoušel zápas v pařížské La Défense Areně, která má kapacitu 30 680 míst.